# Zastava 430

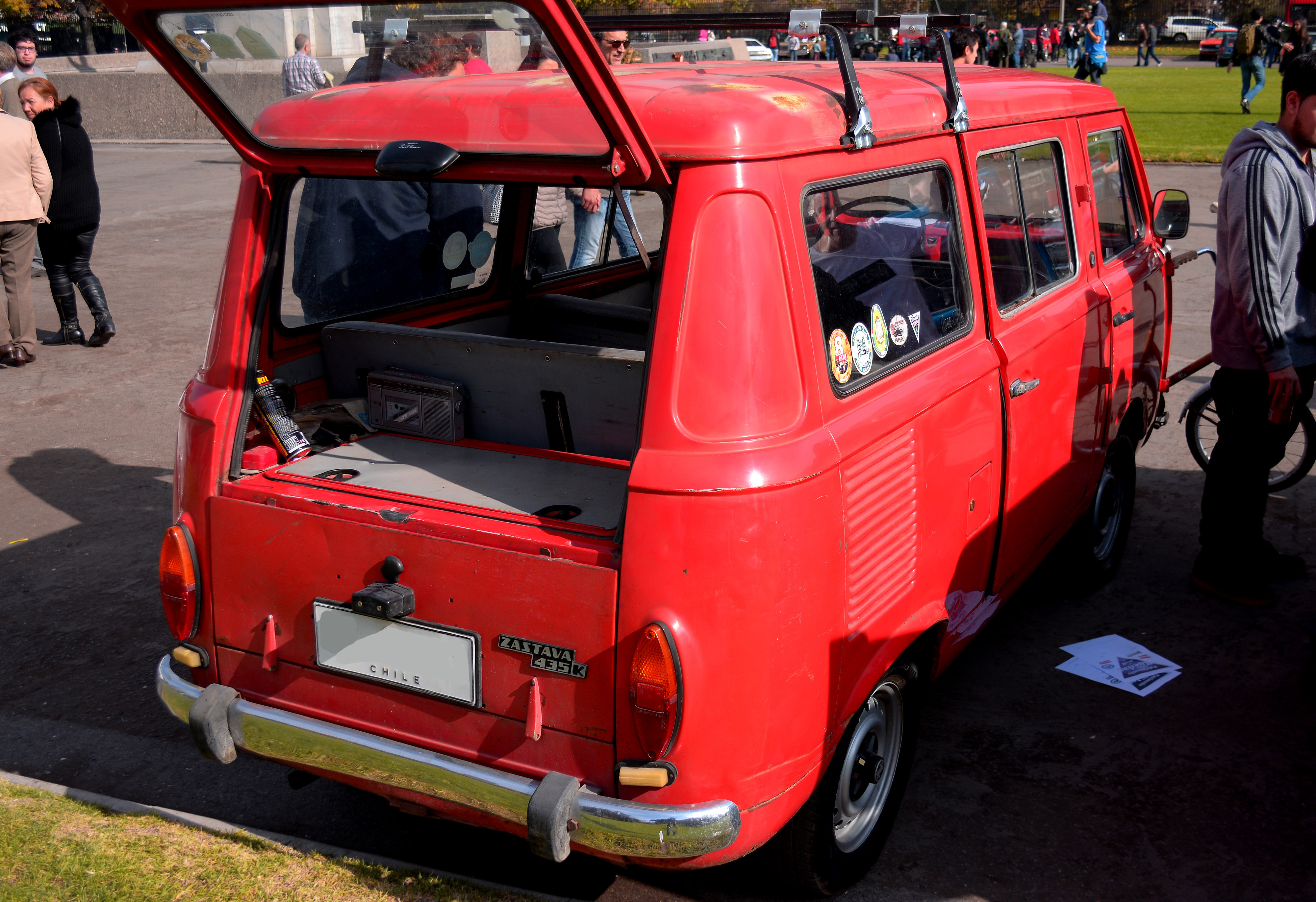
Zastava 435K minibus (1981)

Les Zastava 430 / 435 / 850 & 900 appartiennent à une gamme de petits véhicules utilitaires fabriqués sous licence par le constructeur yougoslave Zastava entre 1970 et 1990 dans son usine de Sombor en Serbie.
Cette gamme de petits fourgons, copie locale de la gamme Fiat 600T - 850T & 900T a connu une carrière exceptionnellement longue car elle eut un incomparable succès auprès des artisans, petits commerçants et institutions d'Etat. C'était un des rares moyens de transport de ce type.

## Zastava 430
Ce premier modèle de ce qui allait devenir une longue série, est présenté en 1970. Construit sous licence, il est la version yougoslave du Fiat 600 T seconde série de 1963. 
Simple fourgonnette tôlée, il utilise la mécanique de la Zastava 600 produite localement avec un moteur essence Fiat 100.D de 767 cm3 développant 27 ch DIN à 4.600 tr/min, avec une charge utile de 600 kg pour un PTAC de 1.470 kg. 
Le nouveau véhicule a très vite été décliné également en version minibus destiné au transport scolaire de 8 places.

## Zastava 435
Lancée en 1977, c'est une version plus puissante que le "430" car elle hérite du moteur essence de 850 cm3 de la Zastava 850 S, identique à la Z.600. Comme pour la première série, les versions fourgonnette, familiale, ambulance et minibus sont également commercialisées.
Les différences techniques entre les 2 modèles sont minimes. Seule la mécanique reprend le moteur de la Z.850, un 4 cylindres essence Fiat 100.G de 853 cm3 développant 35 ch DIN. Quelques changements concernent l'apparence extérieures, le Zastava 435 hérite de l'esthétique du Fiat 900 à savoir, les phares rectangulaires à l'avant de la Fiat 127.
Comme l'original italien, le Z.435 offre un volume de chargement de 2,65 m3 avec son toit normal et 3,0 m3 avec le toit rehaussé. L'accessibilité est particulièrement aisée puisque le constructeur propose le choix de nombreuses combinaisons avec deux portes à l'avant pour le conducteur et le passager, une ou deux portes coulissantes sur les côtés et un hayon arrière. 

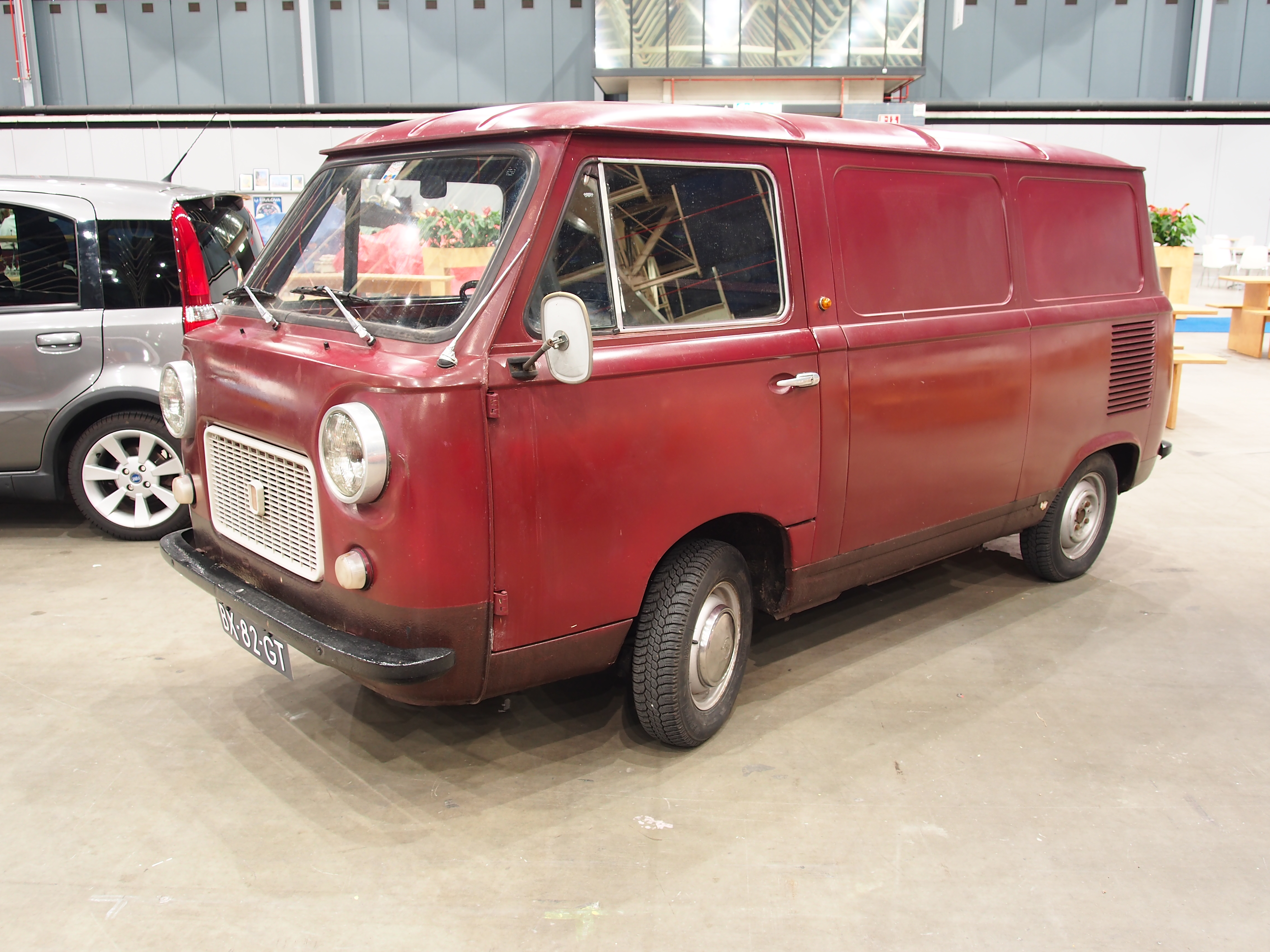
Zastava 435

## Zastava 850

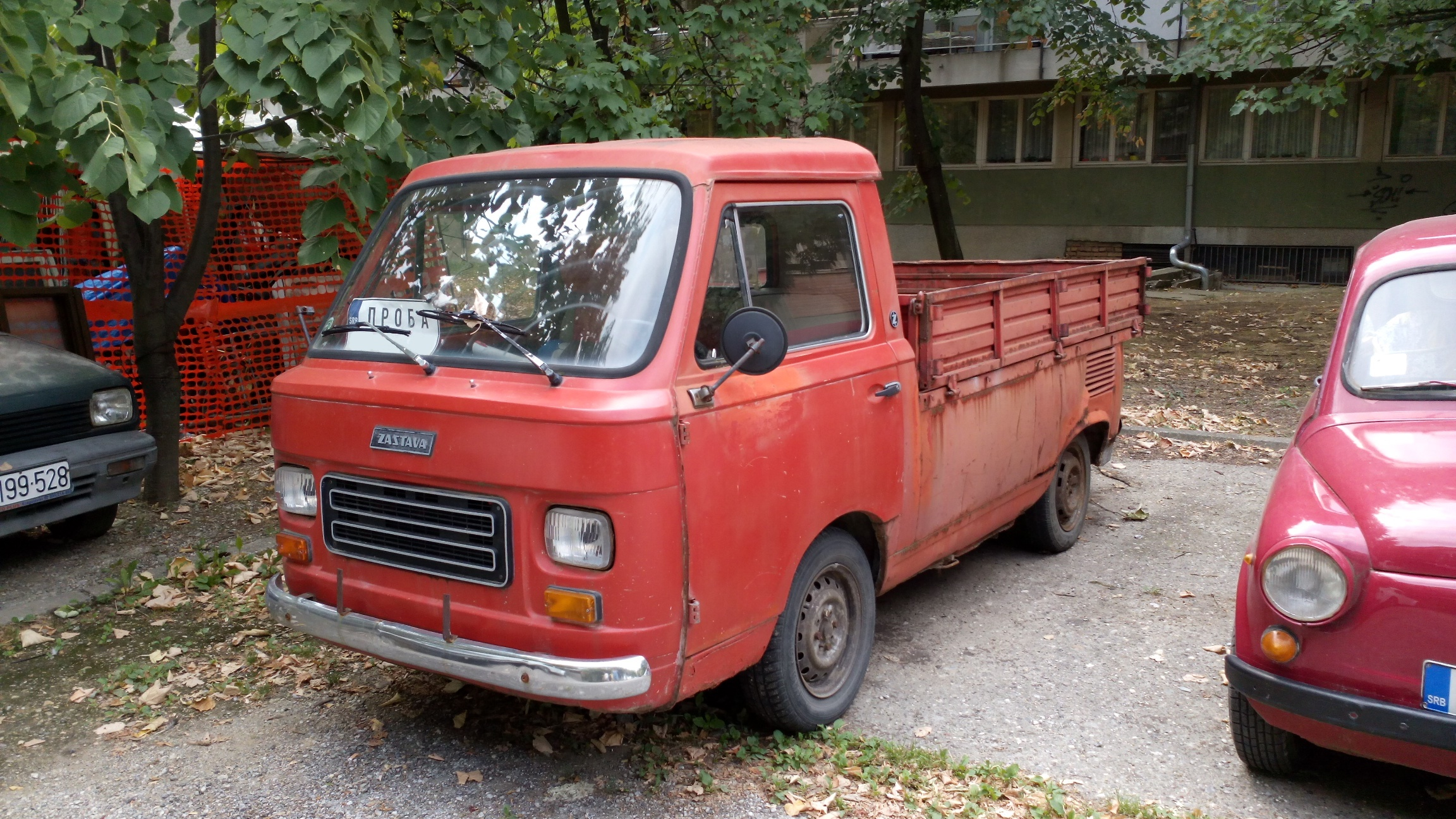
Zastava 850 AT pick-up (1981)

En 1980, le Z.435 devient Zastava 850. Il bénéficie de quelques améliorations de détail comme la roue de secours devant le passager, déplacée dans le compartiment transport, les feux arrière sont de plus grande dimension (règle européenne) et l'instrumentation du tableau de bord est complétée par un thermomètre d'eau. Il bénéficie d'un restylage de la carrosserie et sa mécanique est remplacée par le moteur essence Fiat de 903 cm3 développant 47 ch DIN bridés à 35 ch, dérivé de celui de la Fiat 127. 

## Zastava 900
En 1985, Zastava présente une nouvelle version améliorée de son petit utilitaire qui est équipé du moteur de la Yugo 45, le Fiat 100.GF de 903 cm3 développant 45 ch DIN. Il sera fabriqué jusqu'en fin d'année 1990 et ne sera jamais remplacé. La gamme Zastava offre par contre des versions utilitaires des Zastava 101 et Zastava Florida, la Zastava Poly.

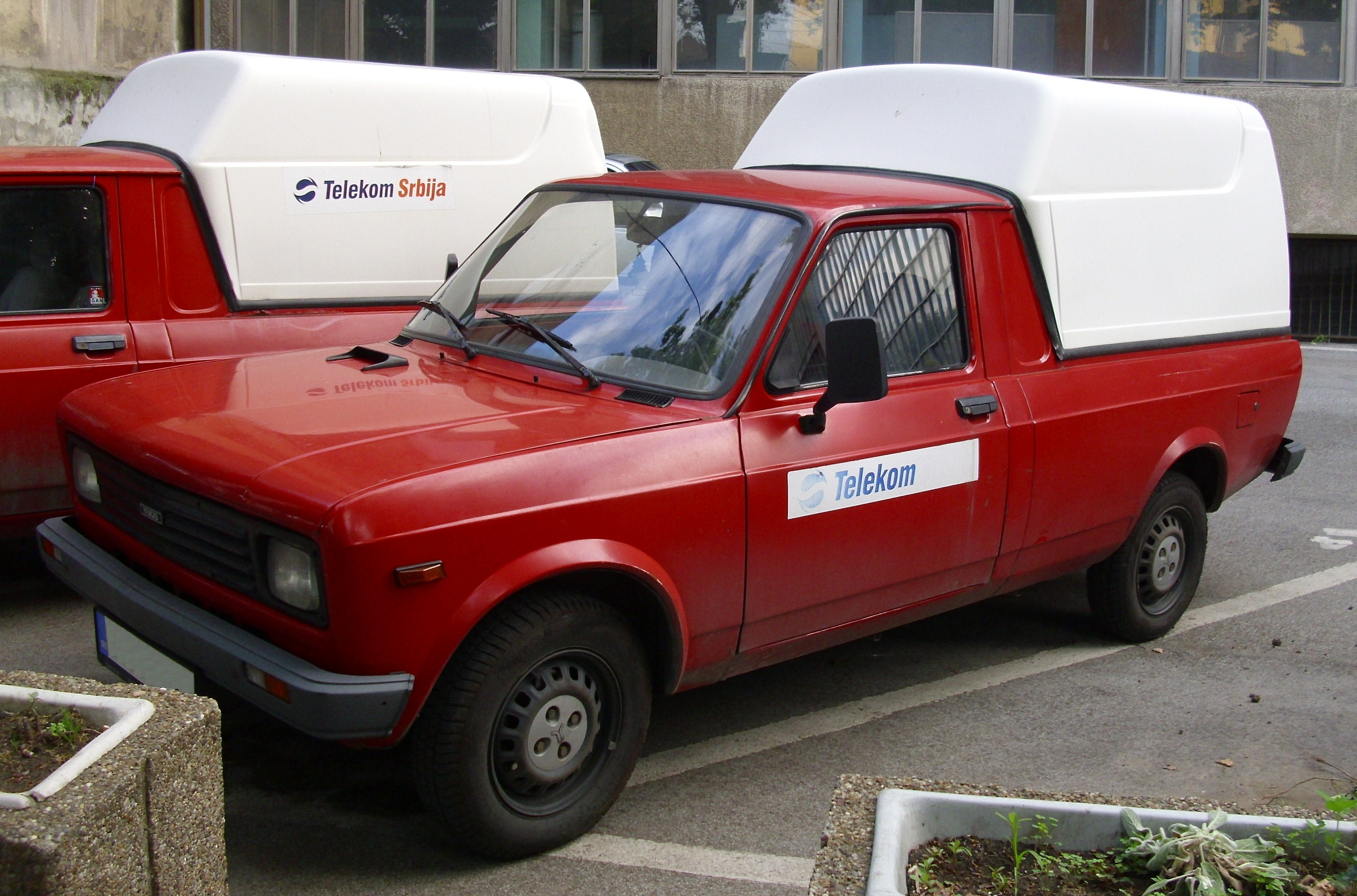
Une Zastava 101 Skala pick-up

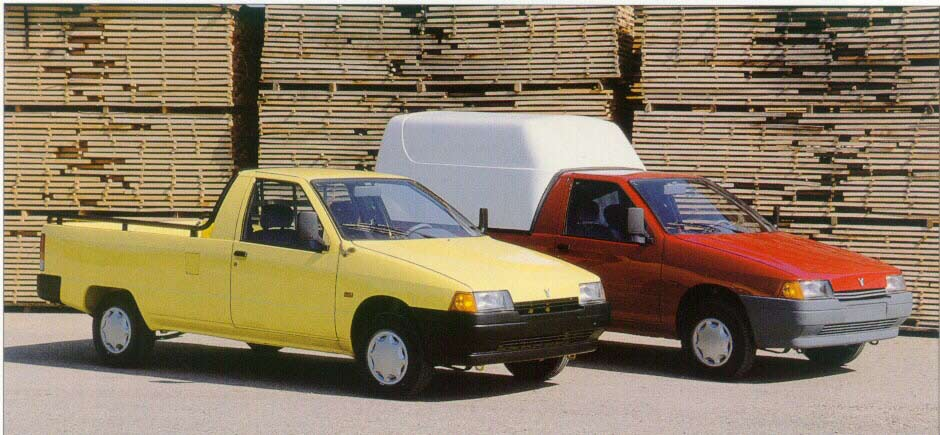
Zastava Florifda pick-up & Poly

## Codes variantes
Cette gamme comprenait plusieurs variantes de chaque modèle. les codes employés par le constructeur yougoslave/serbe Zastava sur tous ses modèles sont :
- F - fourgonnette,
- K - minibus,
- T - pick-up,
- FP - cellule frigorifique,
- FM - police,
- S - équipement sanitaire, ambulance
- L-lux - minibus spéciaux.